# 高梨頼親
高梨 頼親（たかなし よりちか）は、戦国時代から江戸時代前期にかけての武士・米沢藩士。

## 略歴
高梨政頼の子として誕生。高梨氏は、曽祖父の政盛から父の政頼まで3代に渡って信濃国中野を本拠地としていたが、甲斐国の武田晴信（信玄）の北信濃侵攻により、根拠地を支えきれずに政頼は飯山城に後退し、越後国の長尾景虎（上杉謙信）の庇護に頼る事になる。
父の政頼の晩年が不明なため、頼親が家督を継いだ時期も不明であるが、少なくとも高梨家が飯山城に移った後だと思われる。また、永禄4年（1561年）の第四次川中島の戦いに参加したことは記録に残されている。
上杉謙信死後に勃発した二人の養子・景虎と景勝の跡目争い（御館の乱）では、頼親は景勝方に属し事無きを得た。甲斐武田氏を滅ぼした織田信長が本能寺の変で横死を遂げ、信濃全土を含む武田旧領が上杉・徳川・北条の草刈場と化した天正壬午の乱により、北信濃は上杉氏の支配下となり、頼親は旧領中野郷を回復することとなる。
しかし父の政頼が家督を継いだ当時は独立した国人であった高梨氏も、頼親の代には上杉家の家臣となっており、文禄・慶長の役にも従軍し熊川（ウンチョン）に倭城を築城した。慶長2年（1597年）、斉藤景信や柿崎憲家らと共に、突然に改易処分となった。その後の頼親の動静ははっきりせず、会津移封に従ったのかどうかは実際不明である。
その後、関ヶ原の戦いにより上杉家は米沢藩30万石に減封され、寛永元年（1624年）3月20日、景勝の後を継いだ上杉定勝の代に逼塞中であった頼親は同時に改易された柿崎憲家・斎藤景信と共に名誉回復の上で再び召抱えられ、高梨家は再興された。以後頼親流高梨氏は、米沢藩士として明治維新まで続いた。